# 加里·福克斯
加里·福克斯（英語：Gary Fox，1990年4月11日—），英格蘭男子羽毛球運動員。

## 簡歷
2011年3月，加里·福克斯出戰克羅地亞羽毛球國際賽，與瑞典選手尼科·鲁波宁合作打進男子雙打比賽四強。同年11月，他們又在匈牙利羽毛球國際賽打進四強。

## 主要比賽成績
只列出曾進入準決賽的國際賽事成績：
| 年份   | 賽事                   | 公開賽級別 | 項目     | 拍檔          | 成績   |
| ------ | ---------------------- | ---------- | -------- | ------------- | ------ |
| 2009年 | 歐洲青年羽毛球錦標賽   | 其他       | 混合團體 | －            | 季軍   |
| 2010年 | 保加利亞羽毛球國際賽   | 國際挑戰賽 | 男子雙打 | Neil White    | 準決賽 |
| 2011年 | 克羅地亞羽毛球國際賽   | 國際系列賽 | 男子雙打 | 尼科·鲁波宁   | 準決賽 |
| 2011年 | 保加利亞羽毛球國際賽   | 國際挑戰賽 | 混合雙打 | 萨曼塔·沃德   | 亞軍   |
| 2011年 | 匈牙利羽毛球國際賽     | 國際系列賽 | 男子雙打 | 尼科·鲁波宁   | 準決賽 |
| 2012年 | 葡萄牙羽毛球國際賽     | 國際系列賽 | 混合雙打 | 萨曼塔·沃德   | 準決賽 |
| 2012年 | 西班牙羽毛球公開賽     | 國際挑戰賽 | 混合雙打 | 萨曼塔·沃德   | 準決賽 |
| 2013年 | 斯洛文尼亞羽毛球國際賽 | 國際系列賽 | 男子雙打 | 本·斯塔夫斯基 | 準決賽 |
| 2014年 | 威爾斯羽毛球國際賽     | 國際挑戰賽 | 男子雙打 | 本·斯塔夫斯基 | 準決賽 |

| 2007-2017年 | 首要超級賽 | 超級賽 | 黃金大獎賽 | 大獎賽 | 國際挑戰賽 | 國際系列賽 | 未來系列賽 | 其他 |

| 2018-2026年 | 總決賽 | 超級1000賽 | 超級750賽 | 超級500賽 | 超級300賽 | 超級100賽 | 國際挑戰賽 | 國際系列賽 | 未來系列賽 | 其他 |